# ヴァフタング1世像
ヴァフタング1世像 (カルトリ語:ვახტანგ გორგასლის ძეგლი)は、サカルトヴェロ (ジョージア)の首都トビリシにある、サカルトヴェロの為政者でありトビリシの創設者であるヴァフタング1世 (447年 - 502年)の像である。クラ川の東岸にあるメテヒ教会敷地内にあるメテヒ岩の台座に聳え立っている。

## 歴史
ヴァフタング1世像は1967年にトビリシ旧市街のアヴラバリに建立され、サカルトヴェロの彫刻家であるエルグジャ・ダヴィティス・デ・アマシュケリによって設計された。(1928年-2002年)ヴァフタング1世はトビリシの創始者で、サカルトヴェロの歴史に与えた影響が大きいと認識されているため、この像は文化的にも建築的にも価値があるものであるとされている。

## 後世の評価

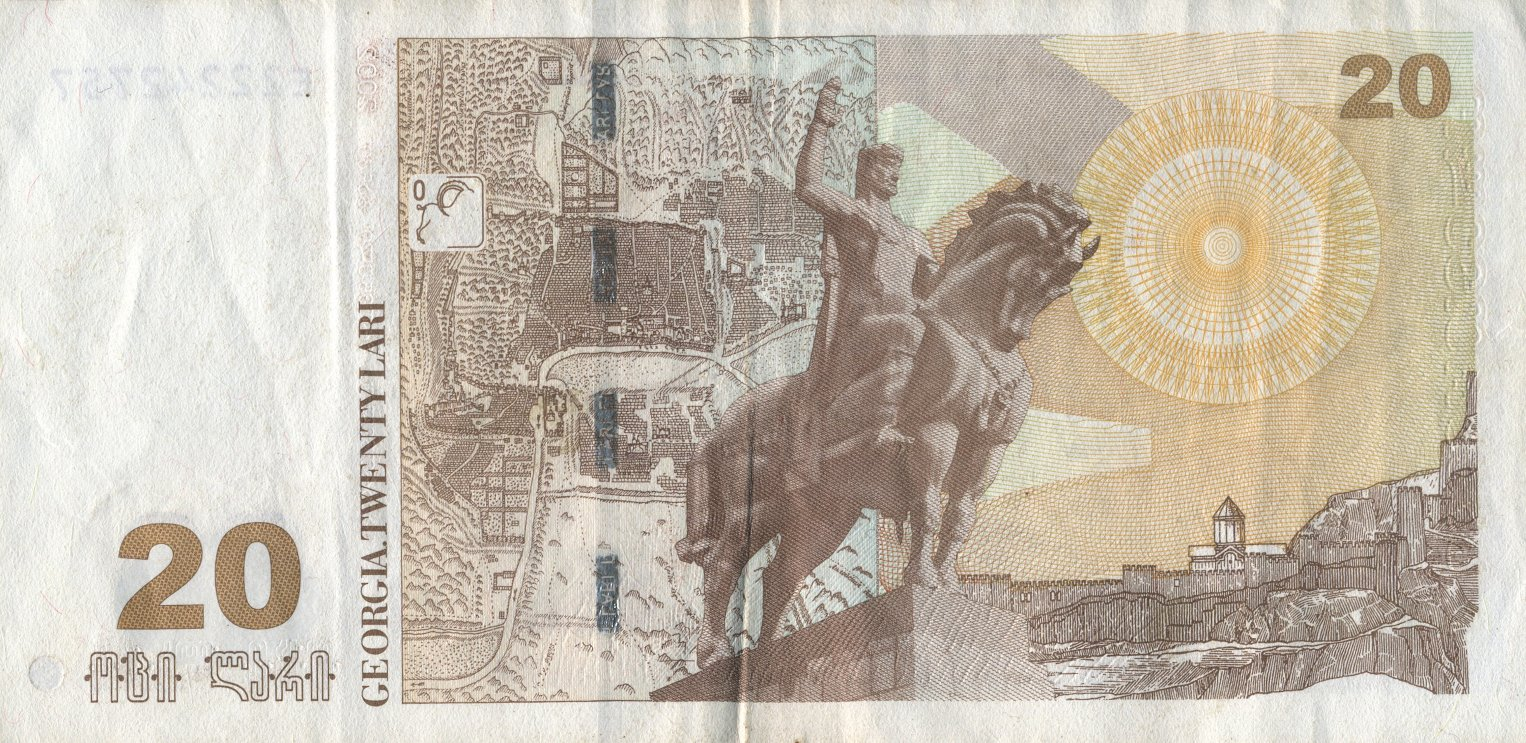
20ラリ紙幣 (2016年2月1日以前のもの)の裏側に描かれたヴァフタング1世像

ヴァフタング1世像はトビリシの象徴ともいえる建築物である。
| ｢ゴルガサリが威風堂々と漆黒の軍馬に騎乗された。王の威厳ある右手が粛々と王の築いた街を指さしている。細い眼に堅く結んだ唇の上にある鷲鼻、まさに王の顔のすべてがゴルガサリ―カルトリの狼の長の名にふさわしいのだ。｣ |
| —Zizischwili, Irakli: Tbilissi - Architekturdenkmäler und Kunstmuseen. Aurora, Leningrad 1985, S. 44–47. |

なお、ヴァフタング1世像は20ラリ紙幣の裏面に印刷されている。

## ギャラリー

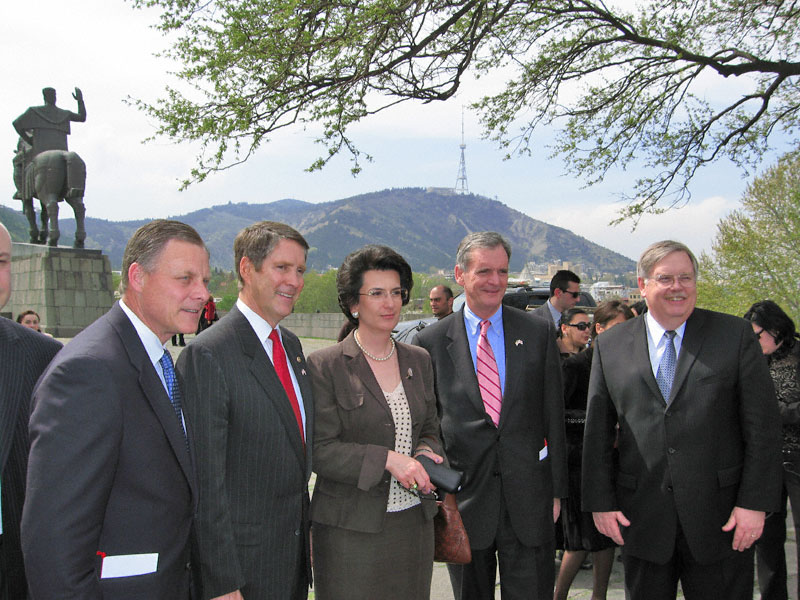
ヴァフタング1世像を背景に記念撮影をするウィリアム・フリストとニノ・ブルジャナゼ (2006年4月13日)
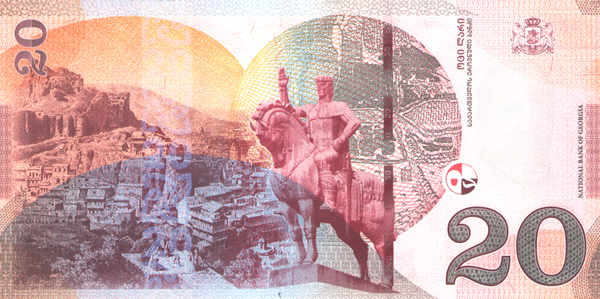
2016年2月1日の20ラリ新札の裏面に描かれたヴァフタング1世像。ナリカラ要塞やトビリシ旧市街、18世紀に書かれたトビリシの古地図が他にも印刷されている。
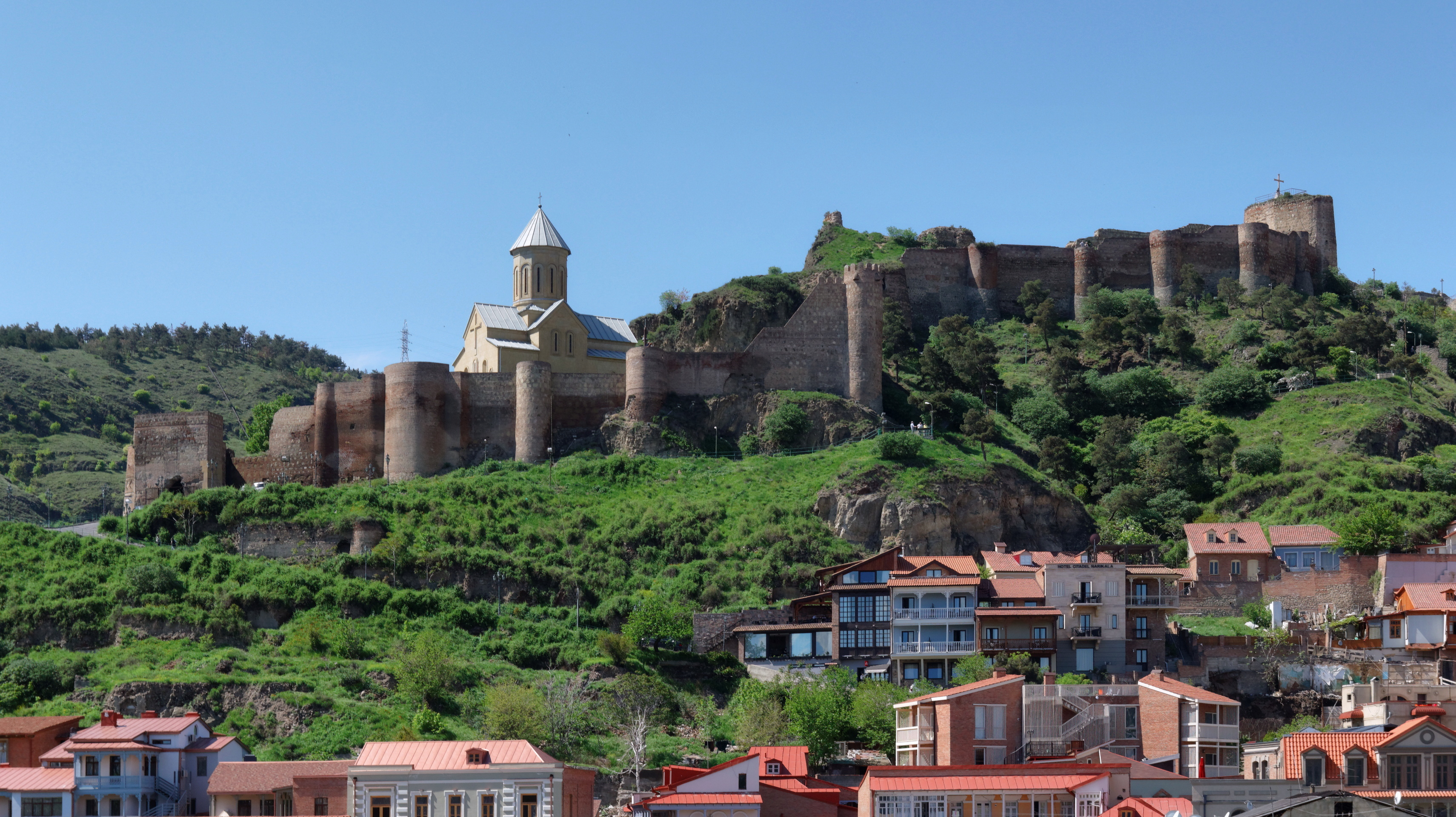
ヴァフタング1世像の側から見上げたナリカラ要塞。手前に見えるのが温泉街のアバノツバニ地区。